# السبعة (سوق الجمعة)
السبعة هي منطقة سكنية تقع في جنوب شرق سوق الجمعة وتعتبر إحدى ضواحيها الجنوبية وتتميز منطقة السبعة أنها من أرقى المناطق حيث يوجد بها الكثير من المساجد والخدمات العامة تحدها شرقًا منطقة سجن الجديدة وشمالاً الغرارات والطريق السريع وغربًا الفرناج وجنوبًا منطقة بن قصيعة في عين زارة وكانت في السابق تتبع شعبية تاجوراء والنواحي الأربعة إلى أن تم إلغاؤها عام 2007 وكانت هي والفرناج تتبعان بلدية عين زارة إلى أن انفصلتا عنها وانضمتا إلى بلدية سوق الجمعة عام 2017.